# Rhagodoca termes
Rhagodoca termes är en spindeldjursart som först beskrevs av Karsch 1885.  Rhagodoca termes ingår i släktet Rhagodoca och familjen Rhagodidae. Inga underarter finns listade i Catalogue of Life.